# Колодязне (Куп'янський район)
Коло́дязне — село в Україні, у Дворічанській селищній громаді Куп'янського району Харківської області. Населення становить 1288 осіб. Орган місцевого самоврядування —Дворічанська селищна рада, до 2020 року - центр Колодязненської сільської ради.
Окрім самого села Колодязного, під юрисдикцію Колодязненської сільської ради підпадали села Обухівка, Новоужвинівка, Відрадне.
Село було окуповане російськими військами з 24 лютого до 11 вересня 2022 року.

## Географія
Село Колодязне знаходиться на обох берегах річки Верхня Дворічна (переважно на лівому березі), є кілька мостів, вище за течією примикає до села Новоужвинівка, нижче за течією за 2 км розташоване село Нововасилівка, за 3 км — колишнє село Корінне. Село витягнуто вздовж річки на 6 км, біля села невеликі лісові масиви урочище Хуторянський Ліс (ясен) і урочище Довгий Ліс (дуб, липа). Північна частина села раніше називалася Соківка, південна — Мальцівка.

## Історія

### Колодязне у XVII - XVIII столітті
Щодо заснування села Колодязного історичні джерела містять кілька дат. Так, згідно із Кисленко В. Ю., датою заснування с. Колодязного є  1712. Ця дата міститься у перепису залежного населення деяких поселень Слобожанщини 1715 року. У перепису населених пунктів Ізюмського слобідського полку 1732 року зазначено, що село Колодязне засновано за 50 років до перепису, тобто у 1682 році, засновником села вказано Федора Шидловського з Ізюмського полку. Село було заселено "малоросіянами" на полкових козацьких землях.

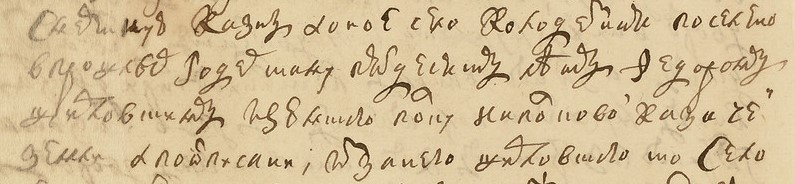
... і оноє сєло Колодєзноє посєлено в прошлиє года тому пятдєсят лєт Федором Шидловскім Ізюмскаго полку на полковой казачьєй зємлє...

Заснування села, найімовірніше, пов'язано із будівництвом Ізюмської лінії наприкінці 17 століття та заснуванням у 1679 року фортеці Кам'янка у 10 км від Колодязного.
У жалуваній грамоті Петра І стольнику та полковнику Ізюмському Федору Володимировичу Шилову на вотчини від 16 лютого 1701 року зазначено, що задоволено прохання Федора Шилова на підтвердження володінням 860 чвертей (близько 430 Га) вже займаної ним землі у верхів'ях річки Верхня Дворічна поблизу Колодязних байраків поміж наділів кам'янських, дворічанських, куп'янських та бурлуцьких мешканців. Також цар підтвердив його володіння сінними покосами від верхів'я річки Верхня Дворічна по обидва її береги до "ізрогу городищенського вище і нижче греблі до вершин що тягнуть до тієї річки Дворічної дев'ятсот копен, а лісових угідь по байраках в тих урочищах шістсот десятин (приблизно 650 Га)". Також зазначено, що у 1700 році у цій місцевості був побудований полковничий двір, тобто маєток Ізюмського полковника  Федора Володимировича Шидловського.
У 1711 році є згадка про те, що в селі Колодязному вже була церква Сергія та Нікона Радонезьских, яка згоріла того року разом із дворовою хоромною будівлею. Тоді, схоже, вигоріло все село, оскільки зазначено, що після пожежі було побудовано 141 хату "вільних черкасів", а до пожежі таких дворів було 190.
Наступна письмова згадка про село Колодязне припадає на 1712 рік у зв'язку з конфіскацією села, серед інших, з власності ізюмського полковника Федора Шидловського на користь колишнього господара Молдавського князівства Димитрія Кантемира. Зазначено, що у Колодязному на той момент було 141 двір "вільних черкас", себто українців. Сам Шидловський зазначав, що у селі Колодязному він мав 150 дворів, винницю та 12 казанів. За дивним збігом обставин наприкінці липня 1711 року, після початку процесу конфіскації, село Колодязне вигоріло.
Зазначена конфіскація відбулась внаслідок ворожнечі Федора Шидловського з могутнім фаворитом царя  Петра І Меншиковим. Федора Шидловського, на той час  бригадира Слобідських козацьких полків та з одного з найзаможніших магнатів Слобожанщини, було звинувачено у перевищенні службових обов'язків при Польському поході, вироком була смертна кара, але, на прохання слобідських козаків, страту скасували, залишивши конфіскування всього майна.
У той же час колишній господар Молдавського князівства Димитрій Кантемир знаходився у скрутному положенні після вкрай невдалого для Петра І Прутського походу, у якому Димитрій Кантемир підтримав московського царя та лишився усього майна після його поразки. Колишній володар Молдавії був змушений втікати до Росії із залишками війська та двору. На компенсацію цих втрат і були передані маєтності Федора Шидловського, включаючи село Колодязне.
Майно Шидловського у Колодязному, що готувалося до передачі князю Кантемиру: відновлена після пожежі церква преподобних отців Сергія та Тихона Радонезьських, дворів черкаських відновлених 141, а до пожежі було 190. Крім того, хліба молотого - пшениці 2 осьмачки, хліба немолотого - пшениці 10 копен,10 качок, старого сіна 9 скирд, а ярового хлібу староста не дав, оскільки "той увесь поїла сарана".
Князь Кантемир розподілив двори у Колодязному між своїми боярами та офіцерами наступним чином:
- Кирсану Комису - 16 дворів;
- Капітану Феодосію Кирсану - 13 дворів;
- Іону Мерескулу - 22 двори;
- Федору Мерескулу - 16 дворів;
- Павлу Мерескулу - 11 дворів;
- Дима Сунжесе - 22 двори;
- Антіоху поручику - 8 дворів;
- Миколі Зерулю - 11 дворів;
- Василю Зерулю - 11 дворів;
- Костянтину Зерулю - 11 дворів;
- Іону Ватову - 11 дворів.

Разом 152 двори, з них 149 "черкаські", 3 російські.
Влітку 1714 року відбулася смертельна бійка між братами Мерескулами та сімейством Зерулів, в результаті якої загинув полковник Павло Мерескул. Хоча сварки та бійки серед волоських мігрантів не були рідкістю, цей випадок був кричущим і Д. Кантемір мав втрутитися. Він провів слідство та виніс суворий вирок - зачинальникам бійки, братам Зерулям,  присудив смертну кару, а іншим - каторгу. Однак Петро І не став підтримувати ілюзію Кантемира, що той досі має беззастережну владу над своїми волохами, та не підтримав цей вирок. Врешті-решт князь Кантемир вирішив відселити Зерулів з Колодязного, щоб запобігти подібним трагедіям у майбутньому. У 1718 році 33 двори сімейства Зерулів у Колодязному знайшли нового господаря - капітана Брага, який віддав за те Зерулям свої 34 двори у селі Балаклійці.
За переписом майора Хрущова у 1732 році серед власників села Колодязного бачимо наступних осіб:
- Світлійший князь Антіох Дмитрійович Кантемир, у нього 14 дворів, у яких 16 хат та 54 особи чоловічої статі;
- Іван Іванович Постєльніков - 3 двори, 3 хати та 15 осіб чоловічої статі;
- Волоської нації полковник Іван Ілліч Мерецький (Мерескул) - 21 двір, 24 хати, 74 особи чоловічої статі.

Разом 38 дворів, 43 хати та 143 особи чоловічої статі (жінки на той час перепису не підлягали).
До Колодязного також приписаний хутір, що біля городища, у ньому власники:
- Волоської нації полковник Іван Ілліч Мерецький (Мерескул) - 9 дворів, 9 хат, 26 осіб чоловічої статі;
- При млині полковника Мерецького (Мерескула) - 1 двір, 1 хата, 2 особи чоловічої статі;
- Єлісей та Іван Мерецькі (Мерескули) - 7 дворів, 7 хат, 20 осіб чоловічої статі;
- Капітан Євстратій Костянтинович Брага - 12 дворів, 17 хат, 53 особи чоловічої статі;
- Гаврило та Олександра Кирсанови - 7 дворів, 8 хат, 29 осіб чоловічої статі;
- Капітан Бантиш - 10 дворів, 10 хат, 27 осіб чоловічої статі;
- Капітана Бантиша шинок - 1 двір, 1 хата, 2 особи чоловічої статі.

Разом 48 дворів, 54 хати та 168 осіб чоловічої статі.

### XX століття
7 (20) листопада 1917 року, відповідно до.Третього Універсалу Української Центральної Ради, увійшло до складу Української Народної Республіки.
Під час організованого радянською владою Голодомору 1932—1933 років помер щонайменше 341 житель села.
12 червня 2020 року, відповідно до Розпорядження Кабінету Міністрів України  № 725-р «Про визначення адміністративних центрів та затвердження територій територіальних громад Харківської області», увійшло до складу Дворічанської селищної громади.
19 липня 2020 року, в результаті адміністративно - територіальної реформи та ліквідації Дворічанського району, село увійшло до складу Куп'янського району Харківської області.

## Населення
Згідно з переписом УРСР 1989 року чисельність наявного населення села становила 1342 особи, з яких 615 чоловіків та 727 жінок.
За переписом населення України 2001 року в селі мешкала 1271 особа.

### Мова
Розподіл населення за рідною мовою за даними перепису 2001 року:
| Мова       | Відсоток |
| ---------- | -------- |
| українська | 88,82 %  |
| російська  | 10,64 %  |
| вірменська | 0,39 %   |
| білоруська | 0,08 %   |
| молдовська | 0,08 %   |

## Економіка
- «КОЛОДЯЗНЯНСЬКЕ & Ко», ТОВ.

## Об'єкти соціальної сфери
В Колодязному діє школа — Колодязненська загальноосвітня школа І-ІІІ ступенів, та садочок.

## Пам'ятки
Поруч із селом розташовується ботанічний заказник місцевого значення Колодязнянський.

## Відомі люди
- Зарудний Сергій Іванович (1821—1887) — державний діяч Російської імперії.
- Обрєзкова Лідія Василівна (15.08.1922, с. Колодязне Дворічанського району) — учасниця Німецько-радянської війни, нагороджена медалями «За бойові заслуги». «За оборону Сталінграда». Завідувачка відділів культури у Новоселицькому, Кіцманському, Сокирянському районах Чернівецької області. Заслужений працівник культури УРСР (1973). Нагороджена знаком «За отличную работу» Міністерства культури СРСР (1967). Номінант енциклопедичного видання «Видатні діячі культури та мистецтв Буковини». — Чернівці: Книги — ХХІ, 2010. — Вип. І.- С. 250.
- Титов Микола Петрович (1908—1989) — полковник, Герой Радянського Союзу.